# Castle Combe
Castle Combe je naselje in civilna župnija v grofiji Wiltshire v Angliji okoli 8 km severozahodno od mesta Chippenham.
Vas ima dva dela: eden je v ozki dolini potoka Bybrook, medtem ko je zgornji del na višjem vzhodnem delu ob cesti B4039, ki Chippenham povezuje z mestom Chipping Sodbury. Dirkališče za motorje Castle Combe Circuit je južno od zgornje vasi.

## Zgodovina
Vas je dobila ime po gradu iz 12. stoletja, ki je stal 600 metrov proti severu.
Trg iz 14. stoletja se je razvil, ko mu je bil podeljen privilegij za organizacijo tedenskega trga. V spodnjem delu vasi so tri glavne ulice. Na križišču sta dva vaška vodnjaka. Majhne kamnite stopnice v bližini so bile namenjene jezdecem, da so imeli dostop do namestitev. V bližini so ostanki buttercrossa, zgrajenega v poznem 19. stoletju iz starega zidovja.
Vas je cvetela v 15. stoletju, ko je pripadala Millicent, ženi sira Stephena Le Scropeja in potem sira Johna Fastolfa (1380–1459), norfolškega viteza, ki je bil učinkovit gospodar dvorca petdeset let. Zavzemal se je za industrijo volne in tekstila, ki ga je dobavljal svojim četam in drugim za vojno Henrika V. v Franciji. Župnija je bila starodavna hundred (upravna enota) Chippenhama.
Pomembnejša stavba je Dower House iz poznega 17. stoletja in je zdaj na seznamu (II. razred).

Državna šola je bila zgrajena leta 1826 med zgornjo in spodnjo vasjo.Leta 1909 jo je prevzel okrajni svet. Do leta 1956 so se v njej izobraževali  otroci vseh starosti, nato pa so starejši učenci začeli hoditi na srednje šole v Chippenhamu. Zaprta je bila leta 1998 ob odprtju nove osnovne šole v  Yatton Keynellu.

## Župnijska cerkev
Anglikanska župnijska cerkev svetega Andreja je na seznamu stavb I. razreda. Del prezbiterija je iz 13. stoletja, medtem ko je večina preostalega dela stavbe iz 15. stoletja, kar kaže na blaginjo lokalne industrije volne in tkanin. Stolp so začeli graditi leta 1434 in je bil končan leta 1576. Leta 1850–51 je bila skoraj celotna stavba, razen stolpa, rekonstruirana po skoraj prvotnem načrtu.
V notranjosti cerkve je korni lok z drobnimi rezbarijami in kamnitim napisom iz 14. stoletja. V Marijini kapeli so podoba sira Walterja de Dunstanvilla (r. 1270) in spomeniki družine Scrope. Cerkvena ura, verjetno iz poznega 15. stoletja, je med najstarejšimi delujočimi urami v državi.

## Vas danes
Motorne dirke, Castle Combe Circuit, so na območju nekdanjega letališča kraljevih letalskih sil v bližini vasi.
Vas je bila dvakrat gostiteljica dogodka Combe Sunday, glasbene prireditve, ki je leta 2006 pritegnila 4000 obiskovalcev.

## Popularna kultura
V vasi so leta 1967 snemali glasbeni film Doctor Dolittle. V nanizanki Simpsonovi je v 2. epizodi (27. sezona) iz leta 2016 (The Simpsons, Cue Detektive) viden Castle Combe. Tu so snemali tudi Umor Rogerja Ackroyda s Poirotom  Agathe Christie ter filma Zvezdni prah (Stardust) in  Volkodlak (The Wolfman). Septembra 2010 je bila vas uporabljena kot ključno mesto snemanja filma Grivasti junak (War House) Stevena Spielberga. Hiša Alice Cartalet v seriji Kiniro Mosaic je temeljila na kmetiji Fosse, gostišča v bližini Castle Comba.
Spomladi leta 2012 je bil tu sneman fantazijski film Mariah Mundi: The  Midas Box. Nedavno so tu snemali tudi za serijo Downton Abbey.

## Galerija
- Trg iz 14. stoletja
- Pogled na Water Street
- Dvorec
- Stara rektorjeva čajnica
- Cerkev svetega Andreja
- Ura v cerkvi